# Villar del Campo
Villar del Campo és un municipi de la província de Sòria, a la comunitat autònoma de Castella i Lleó.